# Francisco Arredondo
Jeremías Francisco Arredondo Gaitán (Ciudad de Guatemala, 18 de agosto de 1977) es un deportista guatemalteco. Su carrera comprende una escalada al monte Everest el 20 de mayo de 2008, siendo el segundo de su nacionalidad en lograrlo. También practica el motociclismo, en el que ha participado en el Campeonato Mundial de Rallies; y principalmente en el Rally Dakar desde el año 2004, por lo que es el primer centroamericano que ha tomado parte de esta competencia.

## Resultados

### Rally Dakar
| Año     | Categoría | Vehículo | Posición | Etapas |
| ------- | --------- | -------- | -------- | ------ |
| 2004    | Motos     | KTM      | Ret.     | -      |
| 2005    | Motos     | KTM      | Ret.     | -      |
| 2006    | Motos     | KTM      | 58.º     | -      |
| 2007    | Motos     | KTM      | 78.º     | -      |
| 2009    | Motos     | KTM      | Ret.     | -      |
| 2010    | Motos     | KTM      | Ret.     | -      |
| 2011    | Motos     | KTM      | 37.º     | -      |
| 2012    | Motos     | KTM      | Ret.     | -      |
| 2013    | Motos     | KTM      | 37.º     | -      |
| 2014    | Motos     | KTM      | 44.º     | -      |
| 2015    | Motos     | KTM      | 40.º     | -      |
| 2016    | Motos     | KTM      | 55.º     |        |
| 2020    | Motos     | KTM      | 72.º     | -      |
| 2023    | Motos     | KTM      | 58.º     | -      |
| 2024    | Motos     | KTM      | Ret.     | -      |
| 2025    | Motos     | KTM      | 71.º     | -      |
| Fuente: |           |          |          |        |

## Otras participaciones
Otras participaciones de Arredondo incluyen el Rally Transoriental en 2007 (10.º), carreras de fondo, y una travesía en moto de agua desde Río Dulce en Guatemala al cabo Roncalli, en punta Gorda, Cuba.